# Saint-Genest-Lachamp
Saint-Genest-Lachamp är en kommun i departementet Ardèche i regionen Auvergne-Rhône-Alpes i sydöstra Frankrike. Kommunen ligger  i kantonen Le Cheylard som ligger i arrondissementet Tournon-sur-Rhône. År 2022 hade Saint-Genest-Lachamp 112 invånare.

## Befolkningsutveckling
Antalet invånare i kommunen Saint-Genest-Lachamp
Referens: INSEE